# Gambier (Ohio)

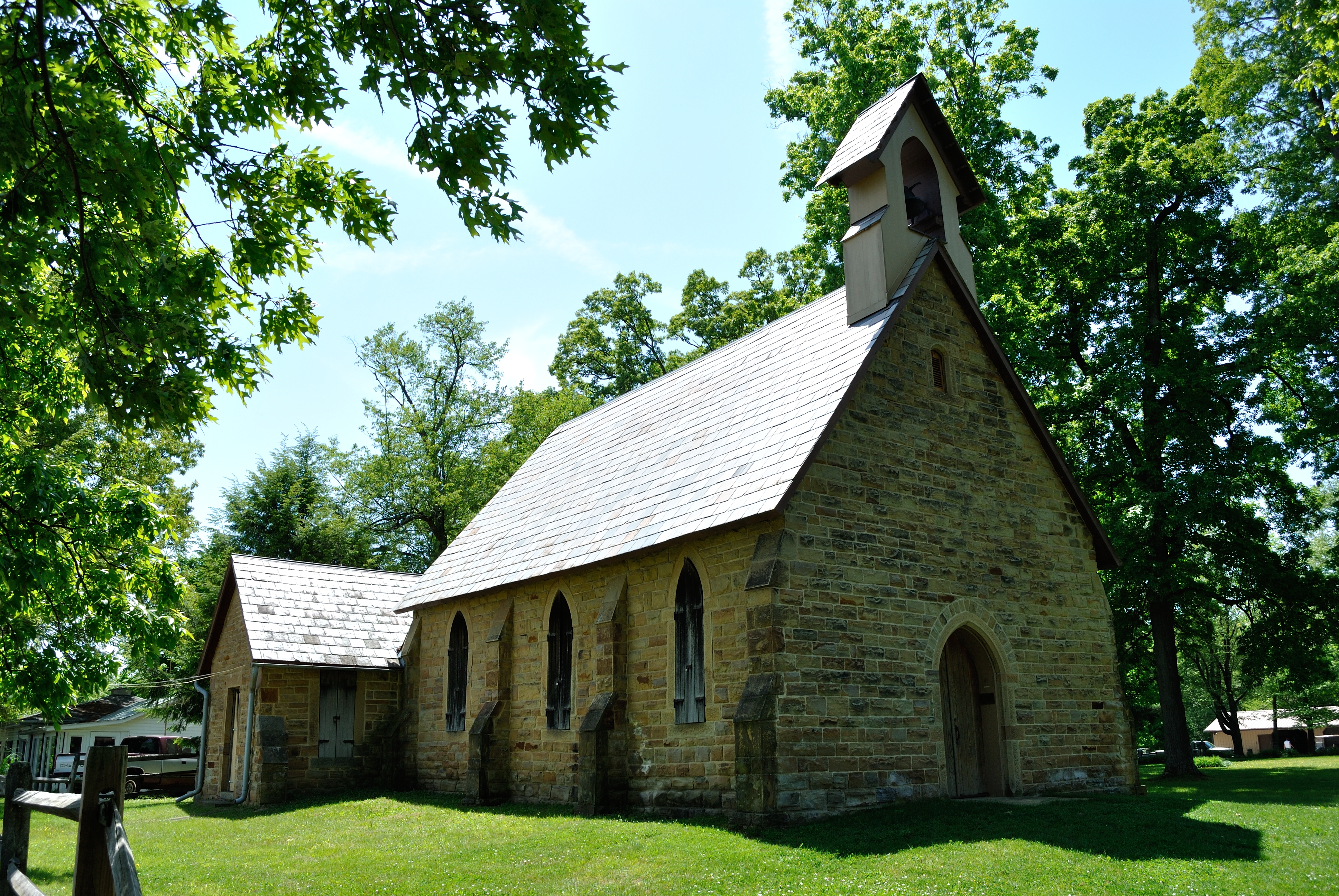
Gambir – Kościół Chrystusa

Gambier – wieś w USA, w hrabstwie Knox, w stanie Ohio. Nazwa miejscowości pochodzi od nazwiska oficera Jamesa Gambier (Royal Navy officer).

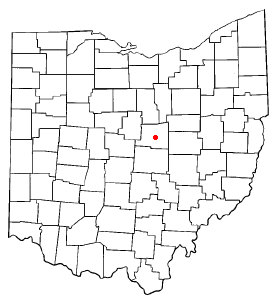
Gambier na planie stanu Ohio

W roku 2010, 4% mieszkańców było w wieku poniżej 18 lat, 79,6% było w wieku od 18 do 24, 5,1% miało od 25 do 44 lat, 6,7% miało od 45 do 64 lat,  a 4,5% było w wieku 65 lat lub starszych. We wsi było 47,3% mężczyzn i 52,7% kobiet.
Liczba mieszkańców w 2000 roku wynosiła 2 391, a w roku 2012 wynosiła 2 408.

## Znani mieszkańcy
- Joan Slonczewski (ur. 1956) – biolog w Kenyon College
- Robie Macauley (1919–1995) – dziennikarz i autor felietonów
- Herbert T. Perrin (1893–1962) – generał US Army